# Florida (Uruguay)
Florida (nome completo Villa de San Fernando de la Florida) è una città uruguaiana capoluogo del dipartimento omonimo. Contava nel 2004 32 128 abitanti.

## Geografia
Florida è situata a 90 km a nord della capitale uruguaiana Montevideo. Ad est e a sud è lambita dal fiume Santa Lucia piccolo.

## Storia
La città fu fondata il 24 aprile 1809 da Santiago Figueredo e fu così chiamata in onore del celebre politico spagnolo José Moñino y Redondo, conte di Floridablanca.
Il 25 agosto 1825, nei pressi della città venne riunito un congresso che proclamò l'indipendenza della Provincia Orientale dal Brasile e l'annessione alle Province Unite del Río de la Plata.

## Monumenti e luoghi d'interesse
- Cattedrale, sorta come cappella di Nuestra Señora de Luján, al suo interno è venerata la Vergine dei Trentatré, patrona dell'Uruguay.

- Cappella di San Cono, santo nato a Teggiano, cittadina italiana in provincia di Salerno, santuario che ogni 3 giugno attira decine di migliaia di persone in pellegrinaggio. San Cono in Uruguay è venerato come protettore dei giocatori del Lotto.

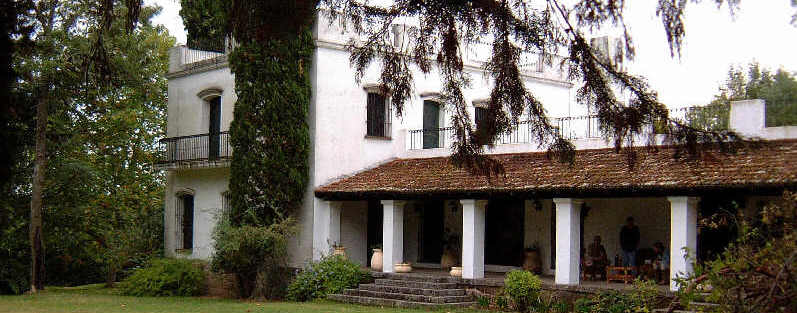
La residenza Parada Arteaga, nel dipartimento di Florida

## Infrastrutture e trasporti
Florida è attraversata dalla strada 5, una delle principali arterie di comunicazione del paese, che unisce la capitale Montevideo con il nord del Paese e la frontiera con il Brasile.